# 褐林鴞
褐林鴞（學名：Strix leptogrammica）是亞洲南部的一種貓頭鷹，主要分佈於印度、孟加拉、斯里蘭卡、臺灣、印尼西部及中國南部。

## 特徵

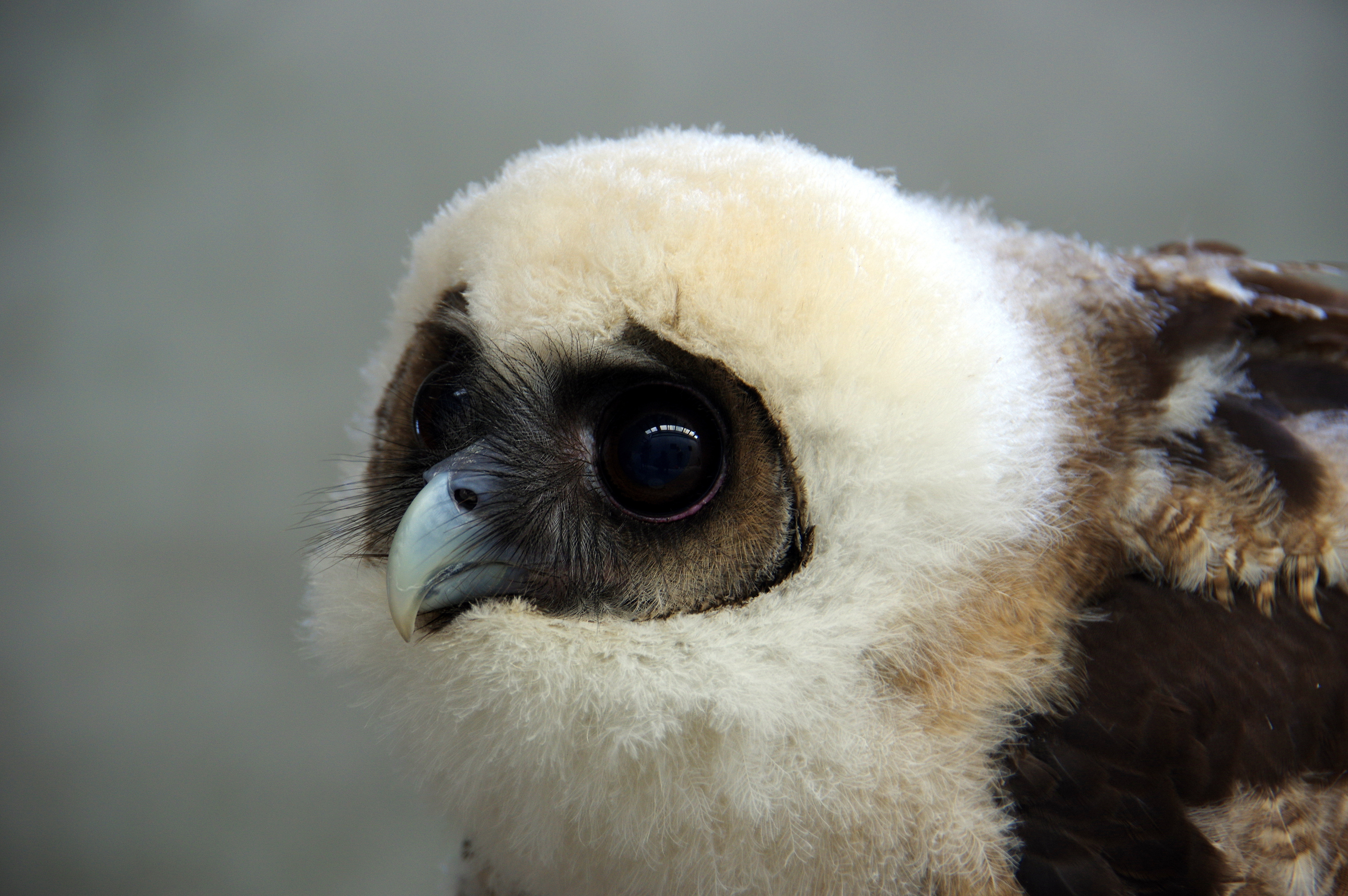
幼鳥

褐林鴞屬中等身型，長45-57厘米，上身呈深褐色，肩膀上有白色斑點。下身呈淡黃色，有褐色的斑紋。面部呈褐色或赤色，有白邊但沒有同心的斑紋，眼睛呈深褐色。頸上有白帶。雄鳥及雌鳥相似。
褐林鴞中型猛禽，全長約50釐米，上體棕褐色，頭頂純褐色，面盤棕褐色，眼周黑褐色，眉紋近白色，飛羽褐色。
棲息於山地森林中，以鼠類、昆蟲爲食，築巢於櫟樹等天然樹洞中。

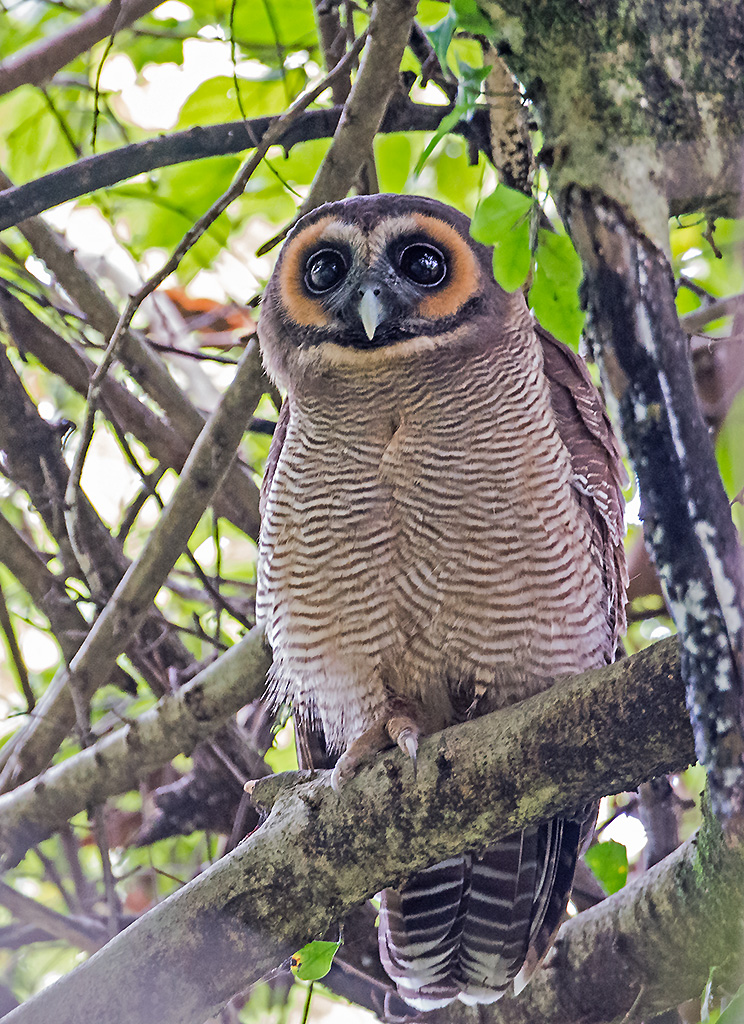
S. l. ochrogenis 攝於斯里蘭卡

## 亞種
以下是褐林鴞的亞種：
- 巴氏林鴞（Strix leptogrammica bartelsi）
- Strix leptogrammica caligata
- Strix leptogrammica chaseni
- Strix leptogrammica indranee
- Strix leptogrammica laotiana
- Strix leptogrammica leptogrammica
- Strix leptogrammica maingayi
- Strix leptogrammica myrtha
- 喜瑪拉雅林鴞（Strix leptogrammica newarensis）
- Strix leptogrammica niasensis
- Strix leptogrammica nyctiphasma
- Strix leptogrammica ochrogenys
- Strix leptogrammica ticehursti
- Strix leptogrammica vaga

一些褐林鴞的亞種會發出不同的叫聲，在外觀及臨域性也有不同，甚至可能是不同的物種。棲息在喜瑪拉雅山山腳克什米爾東部至台灣的類群（包括喜瑪拉雅林鴞、S. l. ticehursti、S. l. laotiana及S. l. caligata）的叫聲很柔軟及低沉。巴氏林鴞的叫聲則很大及強烈。

## 習性
褐林鴞棲息在茂密的森林中，並不常見。它們是夜間活動的，主要吃細小的哺乳動物、鳥類及爬行類。它們會在樹穴或樹枝間築巢，每次會生兩個蛋。